# دون ماي (كرة سلة)
دون ماي (بالإنجليزية: Don May)‏ مواليد 3 يناير 1946 في دايتون، هو لاعب كرة سلة أمريكي معتزل. بدأ مسيرته الاحترافية في سنة 1968. تم اختياره من قبل فريق نيويورك نيكس خلال الدرافت. يبلغ طوله 6 قدم 4 بوصة (1.9 م). اعتزل اللعب في 1975. فاز بلقب دوري إن بي إيه.

## المسيرة الاحترافية
لعب مع نيويورك نيكس من سنة 1968 إلى 1970، ثم لعب مع بوفالو بريفز في موسم 1970–1971، ثم لعب مع أتلانتا هوكس من سنة 1971 إلى 1973، ثم لعب مع فيلادلفيا سفنتي سيكسرز من سنة 1972 إلى 1974، ثم لعب مع سكرامنتو كينغز في موسم 1974–1975.

## روابط خارجية
- دون ماي على موقع إن بي أي (الإنجليزية)
- دون ماي على موقع سبورتس رفرنس (الإنجليزية)
- دون ماي على موقع كلية كرة السلة في سبورتس رفرنس.كوم (الإنجليزية)
- دون ماي على موقع ريلجم (الإنجليزية)
- دون ماي على موقع بروبوليرز (الإنجليزية)